# Pandiaka rubro-lutea
Pandiaka rubro-lutea är en amarantväxtart som först beskrevs av Lopr., och fick sitt nu gällande namn av C. C. Towns. Pandiaka rubro-lutea ingår i släktet Pandiaka och familjen amarantväxter. Inga underarter finns listade i Catalogue of Life.